# Германско военно гробище (Прилеп)
Германското или Германо-българското военно гробище (на немски: Deutsche Kriegsgräberstätte Prilep) в град Прилеп е създадено по време на Първата световна война.

## История
Гробището е открито официално през 1933 година в присъствието на германска и българска делегации. Между 1916 и 1918 година край него са погребани 1683 германски воини (45 са погребани там през Втората световна война), 39 български воини, а също австро-унгарски, румънски, руски и турски воини.
Дълги години гробището тъне в разруха, възстановено е през 2009 година. Поддържа се изключително от организацията Volksbund Deutsche Kriegsgräberfürsorge e.V.
През войната край Прилеп са погребани 850 български воини: при бившия лагер (станал склад за дърва), при с. Дреново (в лошо състояние), в общите гробища Чела Колу и Горице. Част от тях са препогребани в Българската войнишка гробница в Прилеп.
Второ германско военно гробище от Първата световна война се намира в Битоля, а трето е това край Градско.
- Гробът на Бохос Бохосян
- Обща снимка на гробищата
- Главният кръст в гробищата

## Погребани български воини

### Офицери
- Полк. Димитър Славеев
- Подп. Бохос Хачитуров Бохосян
- Подп. Стефан Иванов Димов
- Подп. Тодор Стоянов Геров
- Майор Васил Атанасов Данчев
- Кап. Йордан Николов Васков
- Кап. Кръсто Маринов Шишков
- Кап. Никифор Ненов Доновски
- Кап. Рау Петров Футеков
- Пор. Ангел Марев
- Пор. Бойчо Кралев Чернев
- Пор. Борис Генчев Иванов
- Пор. Ганю Тодоров Златанов
- Пор. Георги Михайлов Николаев
- Пор. Георги Николов Пачауров
- Пор. Григор Донев Михаилов
- Пор. Димо Димов Петков
- Пор. Дончо Димов Колев
- Пор. Илия Апостолов Попов
- Пор. Лазар Обретенов Лазаров
- Пор. Михаил Георгиев Харизанов
- Пор. Никола Ненков Филипов
- Пор. Панайот Бубарев Добрев
- Пор. Сава Илиев Събев
- Пор. Стефан Георгиев Костадинов
- Пор. Христо Недев
- Подпор. Андрей Василев Таралежков
- Подпор. Герасим Първанов
- Подпор. Григор Николов Козниченски
- Подпор. Златан Стоименов Гольов
- Подпор. Илия Колев Величков
- Подпор. Любомир Григоров Илиев
- Подпор. Никола Стефанов Елки
- Подпор. Паскал Николов Пуппалов
- Подпор. Петър Георгиев Стефанов
- Подпор. Петър Захариев Стоянов
- Подпор. Тодор Пеев Банов
- Подпор. Тома Илиев Томов
- Авиатор подпор. Коста Мишев Димитров

### Подофицери
- Оф. канд. Ангел Иванов Баков
- Оф. канд. Йордан Стойнов Велков
- Ст. подоф. Георги Колев Сираков
- Ст. подоф. Никола Величков Цветанов
- Ст. подоф. Никола Цветанов
- Мл. подоф. Сава Венков Керов

### Войници
- Редн. Александър Ев. Генов
- Редн. Бойчо Дамев Щърбанов
- Редн. Васил Виденов Божилов
- Редн. Дамян Кръстев
- Редн. Димитър Цветков
- Редн. Иван Желев Кораков
- Редн. Или Гинев Гуцин
- Редн. Йордан Филипов Цонев
- Редн. Недялко Донев Пенчов Стоянов
- Редн. Никола Илиев Кендеров
- Редн. Панайот Петров Недялков
- Редн. Раю Димов Георгиев Мисирев
- Редн. Христо Нечев Гергев

### Други
- Доктор Леон Хаим Джераси
- Свещеник Марко Трифонов Пулевски